# Tullens grader i Sverige
Tullens grader i Sverige anger den hierarkiska ordningen i det svenska tullverket.

## Gradbeteckningar för tulltjänstemän enligt 2012/2013 års uniformsbestämmelser

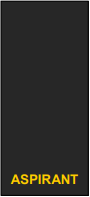
Tullaspirant under utbildning

Källa: 

## 2003
| Rangordning | Tjänstebenämning                            |
| ----------- | ------------------------------------------- |
| 1           | Generaltulldirektör                         |
| 2           | Regionchef, Chef för produktionsavdelningen |
| 3           | Enhetschef vid Huvudkontoret                |
| 4           | Enhetschef vid Region                       |
| 5           | Sektionschef vid Huvudkontoret              |
| 6           | Sektionschef vid Region, Tullspecialist     |
| 7           | Gruppchef                                   |
| 8           | Ställföreträdande gruppchef                 |
| 9           | Tullinspektör > 5 tjänsteår                 |
| 10          | Tullinspektör < 5 tjänsteår                 |
| 11          | Tullaspirant                                |

Källa: 

## 1997
| Rangordning | Tjänstebenämning                                                         |
| ----------- | ------------------------------------------------------------------------ |
| 1           | Generaltulldirektören                                                    |
| 2           | Chefen för trafikbyrån, chefen för kontrollbyrån, chef för tullmyndighet |
| 3           | Avdelningsdirektör                                                       |
| 4           | Förste tullintendent, byrådirektör                                       |
| 5           | Tullintendent                                                            |
| 6           | Förste tullinspektör, förste byråinspektör                               |
| 7           | Tullinspektör, byråinspektör                                             |

Källa: 

## 1856 års uniformsreglemente
| Rangordning | Tjänstebenämning |
| ----------- | --- |
| 1           | Generaldirektör |
| 2           | Departementschef |
| 3           | Distriktschef |
| 4           | Sekreterare, advokatfiskal, kamrerare, överinspektor, tullförvaltare (högre), packhusinspektor, nederlagsinspektor, sjötullsinspektor, hamnbevakningsinspektor |
| 5           | Tullförvaltare (övriga), konfiskationsinspektor, våginspektor, förpassningsinspektor, notarie, aktuarie, regiistrator, kammarförvant, bokhållare, revisor, distriktschefssekreterare, tullfiskal, sjötullkammarkontrollör, packhuskontrollör, kontrollör vid kontorsavdelningarna, inspektor vid inloppstullkamrarna |
| 6           | Kanslist, kammarskrivare, kontorsskrivare, vågskrivare, inspektor vid gränstullkammare, inspektor i stad, köping eller lanthamn, kontrollör vid gränstullkammare, kontrollör i Borås och Ulricehamn, bokhållare vid tullkammare                                                                                      |
| 7           | Bevakningsinspektor, reseinspektor, bevakningskontrollör, tullkammarföreståndare i uppstad |
| 8           | Överuppsyningsman, jaktuppsyningsman, kustuppsyningsman |
| 9           | Uppsyningsman, gränsridare, övervaktmästare |
| 10          | Vaktmästare |
| 11          | Roddarkarl, roddare, jaktbåtsman |

Källa: 